# Déchristianisation (Révolution française)
 (janvier 2011).
Pour les articles homonymes, voir déchristianisation.
La déchristianisation sous la Révolution française, aussi appelée déchristianisation de l'an II, désigne un mouvement qui démarre approximativement à la chute de la Royauté (août 1792) et connait son apogée pendant les premiers mois de l'an II pendant la période de Terreur de la Révolution française. Elle recouvre un certain nombre d'actions dirigées contre le clergé catholique et menées par les révolutionnaires les plus radicaux, à la suite du schisme provoqué par la Constitution civile du clergé. Elle n'est pas organisée par les instances centrales que sont le Comité de salut public ou la Convention, qui se montrent plutôt hostiles ou circonspects face à ce qu'ils considèrent comme des désordres ou des excès. Elle peut être mise en œuvre par la Commune de Paris ou divers comités de surveillance locaux, soutenus par une partie de la population, ou s'inscrire dans le cadre de répression de différentes insurrections, comme à Nantes ou à Lyon, où se déroulent les épisodes les plus célèbres et les plus violents. Elle est alors le fait de représentants en mission (Carrier pour Nantes, Fouché et Collot d'Herbois pour Lyon), proches des Hébertistes. Elle connait une intensité variable selon les régions.
Elle s'accompagne d'une tentative d’instaurer un nouveau culte civique, celui de la Raison et aboutit, en réaction, le 7 mai 1794, à l'instauration du culte de l'Être suprême par la Convention.

## Origine du terme - Historiographie
Le terme de « déchristianisation » est utilisé pour la première fois par Félix Dupanloup, futur évêque d'Orléans, dans les années 1840. Perçue à partir du XIXe siècle dans le cadre d’un catholicisme dominant qui ne parvient pas à maintenir son hégémonie avec le recul des colonisations et l'affirmation de leurs religions d'origine par les populations extra-européennes, cette tendance sociétale trouve en partie ses racines au siècle des Lumières.
Ce néologisme se répand à partir du milieu du XIXe siècle pour qualifier une désaffection spirituelle à l’égard du christianisme. C’est dans les années 1890-1900 que les historiens républicains, notamment Albert Mathiez, ont utilisé cette expression pour caractériser les violences anticléricales de 1793-1794, aussi appelées « déchristianisation de l’an II », en référence au calendrier républicain. Elle a été ensuite consacrée par Maurice Dommanget, puis, plus récemment, par Serge Bianchi et Michel Vovelle. L’objectif était de présenter ces actions comme une forme d'émancipation spirituelle, préfiguration de l'homme nouveau, libéré de toute attache religieuse, tel qu’il est promu par l'idéologie socialiste révolutionnaire au cours du XXe siècle. Le terme a aussi été repris par l'historiographie catholique afin de mieux présenter la Révolution comme le fruit d’un complot antichrétien d’inspiration satanique.

## Contexte: la Constitution civile du clergé
La déchristianisation sous la Révolution française s'inscrit dans un contexte de désaffection vis-à-vis de la religion catholique, plus particulièrement marquée depuis Les Lumières et la parution de l' Encyclopédie ou Dictionnaire raisonné des sciences, des arts et des métiers (1751-1772). Les promoteurs de l'Encyclopédie, Diderot et d'Alembert, s'attachaient à dénoncer ce qu'ils appelaient l'« obscurantisme » religieux.
Dans les débuts de la Révolution, l'Assemblée nationale constituante adopte le 12 juillet 1790 un décret de Constitution civile du clergé qui, entre autres dispositions, transforme les membres du clergé catholique en fonctionnaires salariés par l'État. Les membres du clergé séculier sont désormais élus et doivent prêter un serment dans lequel ils s'engagent à accepter et protéger la nouvelle organisation du clergé. Sanctionnée contre son gré par Louis XVI le 24 août 1790, la Constitution civile du clergé réorganise unilatéralement le clergé séculier français, instituant une nouvelle Église, l'Église constitutionnelle. Cette réorganisation est condamnée par le pape Pie VI en mars 1791, ce qui provoque la division du clergé français entre clergé constitutionnel (les « jureurs ») et clergé réfractaire. 
L'Assemblée nationale législative adopte deux décrets contre les prêtres réfractaires en novembre 1791 et en mai 1792. 
La Constitution civile du clergé entraîne un véritable schisme dans l'Église de France, qui est à l'origine de la volonté de déchristianisation qui marque le mouvement sans-culotte à partir de 1791 et des gouvernements républicains à partir de la chute de la Royauté le 10 août 1792. Par ailleurs, les hébertistes demandaient un renforcement de la Terreur et furent des partisans de la déchristianisation.

## Les événements

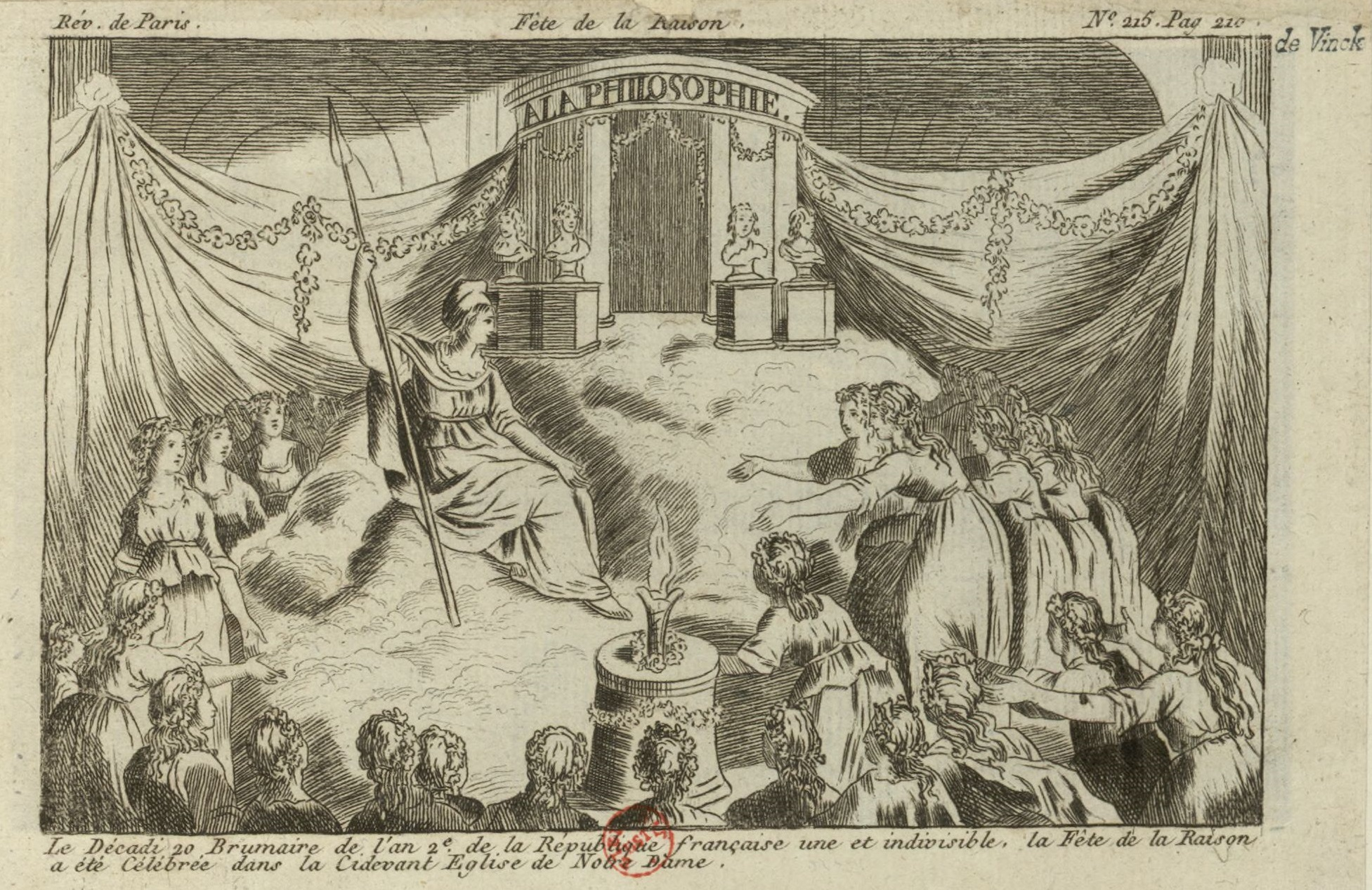
Fête de la Raison à Notre-Dame en 1793. Une montagne est édifiée dans le chœur ; une actrice personnifie la Liberté ; la Convention vient assister à la cérémonie.
Eau-forte, 1793, Paris, BnF, département des estampes.

La Commune de Paris, sous l'impulsion de son procureur-syndic Chaumette, est la première à prendre, après la chute de la Royauté le 10 août 1792, des mesures anticléricales : interdiction du port du costume ecclésiastique en dehors des fonctions sacerdotales (12 août), interdiction des processions et manifestations religieuses sur la place publique (16 août), réquisition des bronzes d'église pour l'armée (17 août). Toutefois, les arrêtés de la Commune ne sont pas toujours reconnus par la Convention, ni même suivis dans toutes les sections.
L'an II (septembre 1793-septembre 1794) marque l'apogée de la déchristianisation. 
Le 6 octobre 1793, la Convention décrète l'application du calendrier républicain en remplacement du calendrier grégorien, substituant, comme ère, à la naissance du Christ la date du 22 septembre 1792, premier jour de la République, et éliminant le dimanche au profit du « décadi ». Le comité d'instruction publique fut chargé d'étudier la dénomination des jours et des mois ; à cette fin, une commission composée de Marie-Joseph Chénier, le frère cadet du poète, du peintre David, de Fabre d'Églantine et de Romme fut constituée le 18 octobre, et six jours plus tard, le 24 octobre, Fabre d'Églantine présentait à la Convention nationale un projet lui revenant pour la plus grande part et qui fut adopté séance tenante. Il fallait frapper l'imagination du peuple, et substituer aux images inspirées par le culte catholique d'autres reflétant l'idéologie républicaine.
Le 6 novembre, la Convention accorde qu'une commune est en droit de renoncer au culte catholique. Un certain nombre de communes changeront ainsi de nom (Saint-Malo devient par exemple « Port-Malo) et fermeront ou détruiront les lieux de culte. La carte de ces communes comporte certaines affinités avec la carte des prêtres assermentés de 1791 (Timothy Tackett) et correspond à des régions où un certain détachement vis-à-vis de la religion s'était opéré avant la période révolutionnaire. 
Le 10 novembre 1793 (20 brumaire an II) la cathédrale Notre-Dame de Paris est décrétée Temple de la Raison.

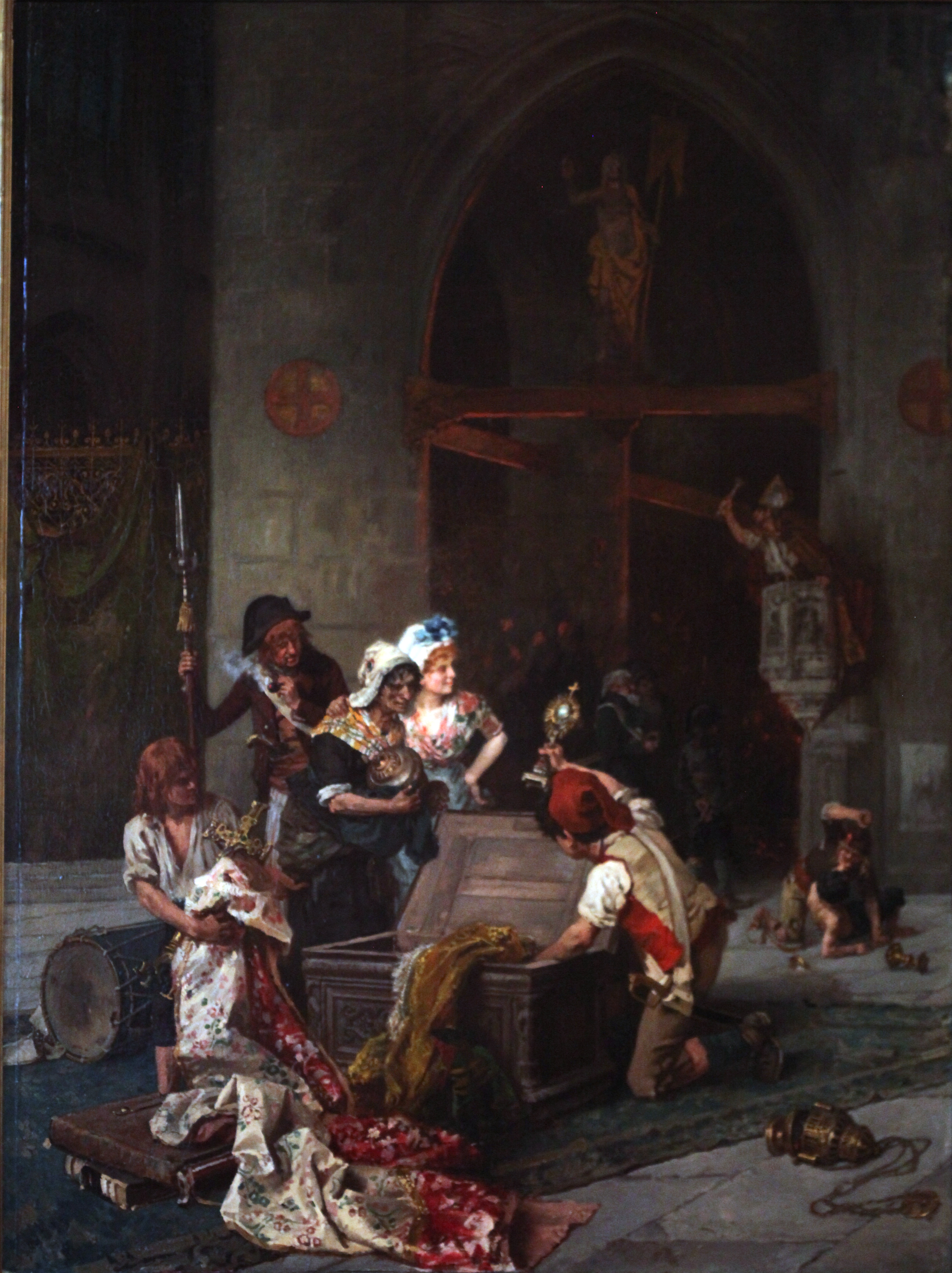
Pillage d'une église en 1793, huile sur toile de Victor Henri Juglar, vers 1885, musée de la Révolution française.

Dans la nuit du 16 novembre, Gobel, l'évêque de Paris, qui est pourtant un évêque constitutionnel est forcé d'abdiquer ; le 17, il vient, avec ses vicaires, se démettre solennellement à la Convention. La Commune édifie une montagne dans le chœur de Notre-Dame ; une actrice personnifie la Liberté ; la Convention se rend à la cathédrale, baptisée « temple de la Raison » et assiste à une nouvelle présentation de la fête civique. Des sections imitent cet exemple ; le 20 novembre, des citoyens de la section de l'Unité, revêtus d'ornements sacerdotaux, défilent, chantant et dansant, devant la Convention.
Le 23 novembre 1793, sur la recommandation de Chaumette, la Commune ordonne la fermeture de toutes les églises de la capitale.

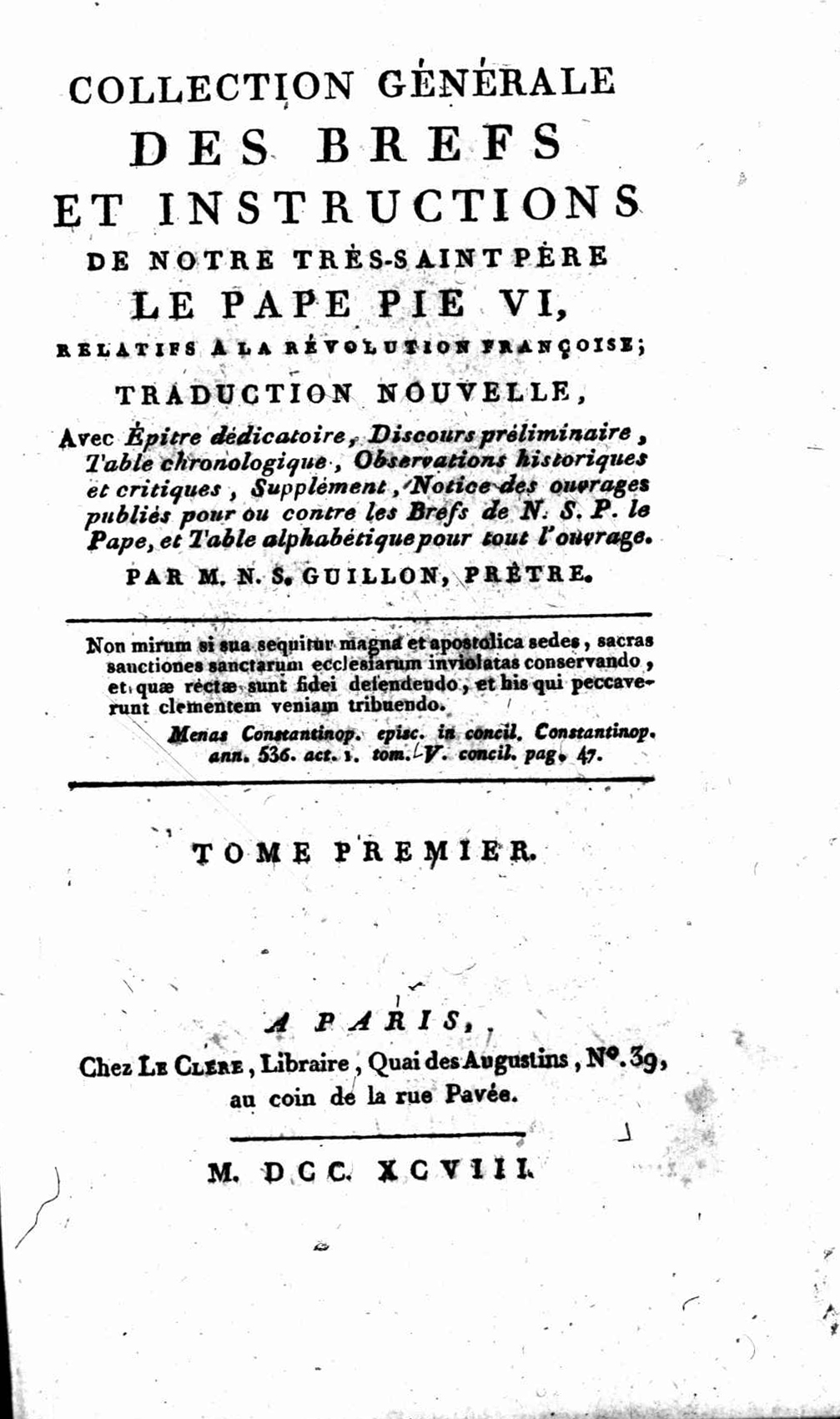
Collection generale des brefs et instructions relatifs a la revolution francoise par pape Pie VI, 1798

Dans les régions ou villes en proie aux insurrections, qu'il s'agisse de la guerre de Vendée ou des insurrections fédéralistes, la déchristianisation est forcée et, à l'initiative de certains représentants en mission proches des hébertistes et de la sans-culotterie parisienne, devient l'une des formes que revêt la répression. 
L'activité de Joseph Fouché, dans la Nièvre et la Côte-d'Or, reste la plus célèbre. Sous l'influence de Chaumette (qui fait un voyage dans le département en septembre 1793), il prend différents arrêtés interdisant toute manifestation extérieure du culte, rend obligatoire le mariage des prêtres pensionnés (ou à défaut, l'adoption par eux d'un enfant ou l'entretien d'un vieillard indigent), et laïcise les convois funèbres ainsi que les cimetières. Sa décision d'inscrire sur les portes d'entrée des cimetières : « La mort est un éternel sommeil » connut un grand retentissement. 
Envoyé à Lyon avec Collot d'Herbois, il y poursuit sa politique antireligieuse : le 10 novembre 1793, il organise une grande cérémonie aux mânes de Chalier exécuté lors de l'insurrection de juin. Dans le cortège, un sans-culotte portant mitre et crosse précède un âne recouvert d'habits pontificaux, coiffé d'une mitre, portant un calice sous le cou et, attachés à sa queue, une bible et un missel. D'autres représentants, appuyés par les armées révolutionnaires, procèdent à la fermeture et au pillage des églises.
Entre novembre 1793 et février 1794, Jean-Baptiste Carrier, investi de tous les pouvoirs par la Convention, procède à des noyades dans la Loire à Nantes d'hommes, de femmes et de prêtres réfractaires, de prisonniers vendéens, de contre-révolutionnaires. Dans le jargon des soldats républicains, on désignait par « mariage républicain » le mode d'exécution qui consistait à attacher nus un homme et une femme avant de les noyer. Cela pouvait concerner des prêtres et des religieuses.
Les exactions des représentants sont dénoncées auprès du comité de Salut public, qui les rappelle à Paris.
La Convention désapprouve la déchristianisation poussée jusqu'à l'abolition du culte et le considère comme une faute politique. Les grands noms de la Montagne, Robespierre, Danton, Camille Desmoulins s'expriment dans ce sens. Desmoulins considère ainsi que s'attaquer aux prêtres va fabriquer beaucoup d'ennemis de la Révolution.  Robespierre affirme que la déchristianisation cache une manœuvre politique et aggrave l'agitation, menée par les sans-culottes radicaux (hébertistes et Enragés), qui dans les sections et les clubs menacent le Comité de salut public. Le 21 novembre 1793, il inaugure au Club des Jacobins sa croisade contre l'« athéisme ». Il oppose l'athéisme qui est « aristocratique » à l'idée « d'un grand Être qui veille sur l'innocence opprimée » et qui est « toute populaire ». Le 28, il déclare au club : « Nous déjouerons dans leurs marches contre-révolutionnaires ces hommes qui n'ont eu d'autre mérite que celui de se parer d'un zèle anti-religieux... Oui, tous ces hommes faux sont criminels, et nous les punirons malgré leur apparent patriotisme ». De concert avec Danton, il fait condamner la déchristianisation par les Jacobins. Danton conjure la Convention de « poser la barrière ». Le 6 décembre 1793, un décret est adopté sur la proposition de Robespierre, et affirme que la liberté des cultes subsiste et sera garantie ; le 29, une loi sur l'enseignement le déclare également libre, sans exclusion des prêtres. 
Les dirigeants hébertistes sont exécutés le 24 mars 1794 sans que les sans-culottes ne bougent. Chaumette les suit à distance de vingt jours.
Cependant, le succès du Comité reste relatif : la Commune admet que les prêtres constitutionnels puissent célébrer leur culte à titre privé, mais les églises de Paris restent closes et le 26 mars, la Convention suspend le paiement des pensions ecclésiastiques.

## Formes de la déchristianisation
La déchristianisation s'est manifestée de différentes façons, que l'on peut regrouper en quatre grandes tendances :

### Violences contre le clergé
Elles visaient à détruire le clergé réfractaire mais visaient aussi indirectement le clergé constitutionnel :
- les persécutions, arrestations, déportation voire exécutions des prêtres réfractaires (le nombre des prêtres exécutés fut proportionnellement plus élevé que celui des autres classes[14]) ;
- la déprêtrisation de prêtres[15] et évêques constitutionnels par l'abdication de leurs fonctions ainsi que leur mariage, souvent forcé[16].

### Laïcisation
Son but était d'éradiquer les références chrétiennes dans la société française. Ce processus a pris plusieurs formes :
- la suppression du calendrier grégorien et la mise en place du calendrier républicain, avec des « semaines » de dix jours (suppression du dimanche) et la suppression de la référence aux saints (14 vendémiaire an II) ; le calendrier républicain était conçu comme un outil de propagande révolutionnaire qui devait se substituer aux almanachs traditionnels, principale lecture en milieu rural mais vecteurs de l'« obscurantisme », et régénérer « les citoyens qui ont encore entre leurs mains des heures chrétiennes »[18] ;
- la mise en place d’un nouvel état civil tenu par les maires et non plus par les curés ;
- le changement de nom de lieux dans le but principal d’en supprimer les références chrétiennes et féodales[19] ; en particulier la suppression des hagiotoponymes[20].
- l'utilisation des prénoms révolutionnaires sans référence aux saints et saintes du calendrier grégorien ;
- l'éducation laïque enlevée des mains du clergé.

### Fermeture des églises et destruction des symboles chrétiens
Quelques mesures sont antérieures à la chute de la Royauté :
- la fonte de l'argenterie[21] ;
- la fonte des cloches[22],[23] ;

D'autres mesures ont suivi :
- la fermeture des églises et la vente des presbytères[24] ;
- les autodafés de costumes, livres, mobiliers religieux ;
- la démolition des clochers (décret du 26 janvier 1794) ;
- la destruction de statues religieuses, de croix, d'églises et autres bâtiments religieux (couvents, chapelles…) ;
- l'iconoclasme.

Plusieurs entreprises visèrent néanmoins à protéger le patrimoine religieux de la destruction : c'est pour sensibiliser les parlementaires à la valeur de ces objets, indépendamment de leur origine cléricale ou monarchique qu'en 1794, l'abbé révolutionnaire Grégoire invente la notion de vandalisme, en référence au peuple des Vandales, modèle des barbares antiques. Il présente alors au Comité d’instruction publique un Rapport sur les destructions opérées par le vandalisme et sur les moyens de le réprimer.
De son côté, le peintre Alexandre Lenoir est chargé en 1791 d’entreposer dans l’ancien couvent des Petits-Augustins, à Paris, les sculptures religieuses rescapées : fragments de portails ou d’autels, gisants... En 1795, il fait de ce dépôt le premier musée des Monuments français, qui se propose de retracer l’histoire de France à travers sa sculpture.

### Mise en place de cultes de substitution
Cela comprenait : 
- la mise en place du culte de la Raison ;
- le culte des martyrs de la liberté (Marat, Le Pelletier…) ;
- les cultes civiques (cultes décadaires, fêtes des victoires de la République et autres cérémonies commémoratives des grands événements de la Révolution)[26] ;
- le culte de l'Être suprême.

## Suites
Le calendrier républicain a posé des problèmes de repos hebdomadaire (semaines de 10 jours), ainsi que des difficultés de traduction entre calendriers aux frontières pour les échanges commerciaux. Il fut abandonné en 1806, pendant le Premier Empire.
Les églises sont rouvertes le 31 mai 1795. Le mouvement va continuer à décroître sensiblement après le coup d'État du 18 fructidor an V (4 septembre 1797). Le Concordat rétablit officiellement le culte en 1802. Des manifestations de la déchristianisation de l'an II se maintiennent cependant sous le Consulat et l'Empire.

### Avant la déchristianisation proprement dite
- Constitution civile du clergé
- Massacres de Septembre

### Le culte de la Raison et de l'Être suprême
- Culte de la Raison
- Culte de l'Être suprême
- Temple de la Raison
- Théophilanthropie

### Les questions de calendrier
- Calendrier grégorien
- Calendrier républicain
- Chronologie de la Révolution française (organisée selon le calendrier grégorien)

### Les révolutionnaires impliqués
Par ordre alphabétique :
- Albitte
- Carrier
- Chaumette
- Cloots
- Dumont
- Fouché
- Francastel
- Hentz
- Laignelot
- Laplanche
- Lecarpentier
- Lequinio
- Maignet
- Hébertistes

### Autre
- Terreur (Révolution française)

### Ouvrages généraux
- Jacques Le Goff et René Rémond (dir.), Histoire de la France religieuse, XVIIIe siècle – XIXe siècle, Seuil, novembre 1991, pages 100 à 108.
- Georges Lefebvre, La Révolution française, p. 376, P.U.F., 1968
- André Latreille , L'Église catholique et la Révolution française,  tome I, Le pontificat de Pie VI et la crise française (1775-1799), 1946, réédité en 1970, puis en 2019 chez Lexio, p. 1035,  Grand prix Gobert d'Histoire de l'Académie Française en 1947

### Ouvrages sur la déchristianisation et sur des sujets connexes
- Alphonse Aulard, Le culte de la raison et le culte de l'être suprême (1793-1794) : essai historique, Paris, Félix Alcan, coll. « Bibliothèque d'histoire contemporaine », 1892, VIII-371 p. (présentation en ligne, lire en ligne).
- Michael Culoma, La religion civile de Rousseau à Robespierre, Paris, L'Harmattan, 2010, présentation en ligne.
- Henri Guillemin, Robespierre, politique et mystique, Paris, Le Seuil, 1987, 422 p..
- Hervé Leuwers, Robespierre, Paris, Fayard, 2014, 458 p. (ISBN 978-2-213-67156-7, présentation en ligne)Réédition : Hervé Leuwers, Robespierre, Paris, Pluriel, coll. « Pluriel », 2016, 456 p., poche (ISBN 978-2-8185-0509-0).
- Xavier Maréchaux, Noces révolutionnaires, le mariage des prêtres en France (1789-1815), Paris, Vendémiaire, 2017, 192 p. (ISBN 9782363581532).
- (en) Jonathan Smyth, Robespierre and the Festival of the Supreme Being : The search for a republican morality, Manchester, Manchester University Press, 2016, 200 p. (ISBN 978-1-5261-0378-9, présentation en ligne).
- Albert Mathiez, Études robespierristes, Paris, Messidor, 1989.
- Timothy Tackett, La Révolution, l'Église, la France, Paris, Cerf,  ; préface de Michel Vovelle : « Sur la question du serment à la constitution civile du clergé », 1986.
- R. Voeloeltzel, « L'« Être suprême » pendant la Révolution française (1789-1794) », Revue d'histoire et de philosophie religieuses, 1958, p. 250-272.
- Michel Vovelle, 1793 : la Révolution contre l'Église : de la Raison à l'Être suprême, Bruxelles, Complexe, coll. « La Mémoire des siècles » (no 208), 1988, 311 p. (ISBN 2-87027-254-5, présentation en ligne).

### Articles sur la déchristianisation
- Raphaël Bange, « Recherches sur les prénoms révolutionnaires à Paris », Annales historiques de la Révolution française, no 295,‎ janvier-mars 1994, p. 39-65 (lire en ligne).
- Raphaël Bange, « Les prénoms de l'an II et les autres : typologie des attributions de prénoms dans la France en Révolution », Annales historiques de la Révolution française, no 322 « les prénoms révolutionnaires »,‎ octobre-décembre 2000, p. 61-86 (lire en ligne).
- Simone Bernard-Griffiths, « Autour de La Révolution (1865) d'Edgar Quinet. Les enjeux du débat Religion-Révolution dans l'historiographie d'un républicain désenchanté », Archives de sciences sociales des religions, nos 66-1,‎ juillet-septembre 1988, p. 53-64 (JSTOR 30114701).
- Jacques Bernet, « La déchristianisation dans le district de Compiègne (1789-1795) », Annales historiques de la Révolution française, no 248,‎ avril-juin 1982, p. 299-305 (JSTOR 41913619).
- Jacques Bernet, « Les origines de la déchristianisation dans le district de Compiègne (septembre-décembre 1793) », Annales historiques de la Révolution française, no 233 « La déchristianisation de l'an II »,‎ juillet-septembre 1978, p. 405-432 (JSTOR 41915975).
- Serge Bianchi, « La déchristianisation de l'an II : essai d'interprétation », Annales historiques de la Révolution française, no 233 « La déchristianisation de l'an II »,‎ juillet-septembre 1978, p. 341-371 (JSTOR 41915973).
- Philippe Bourdin et Philippe Boutry, « L'Église catholique en Révolution : l'historiographie récente », Annales historiques de la Révolution française, no 355 « L'Église catholique en Révolution »,‎ janvier-mars 2009, p. 3-23 (lire en ligne).
- Nicole Bossut, « Aux origines de la déchristianisation dans la Nièvre : Fouché, Chaumette ou les jacobins nivernais ? », Annales historiques de la Révolution française, no 264,‎ avril-juin 1986, p. 181-202 (lire en ligne).
- Edmond Campagnac, « Les débuts de la déchristianisation dans le Cher, septembre 1793-frimaire an II », Annales révolutionnaires, t. 4, no 5,‎ octobre-décembre 1911, p. 626-637 (JSTOR 41920425).
- Edmond Campagnac, « Les débuts de la déchristianisation dans le Cher, septembre 1793-frimaire an II (suite et fin) », Annales révolutionnaires, t. 5, no 4,‎ juillet-septembre 1912, p. 511-520 (JSTOR 41920541).
- Gérard Cholvy, « Religion et Révolution : la déchristianisation de l'an II », Annales historiques de la Révolution française, no 233 « La déchristianisation de l'an II »,‎ juillet-septembre 1978, p. 451-464 (JSTOR 41915977).
- (en) Richard Clay, « Violating the Sacred : Theft and "Iconoclasm" in Late Eighteenth-Century Paris », Oxford Art Journal, Oxford University Press, vol. 26, no 2,‎ 2003, p. 3-22 (JSTOR 3600388).
- Richard Cobb, « Les débuts de la déchristianisation à Dieppe (Note sur les origines du mouvement déchristianisateur en province) », Annales historiques de la Révolution française, no 143,‎ avril-juin 1956, p. 191-209 (JSTOR 41925693).
- Éric Desmons, « Réflexions sur la politique et la religion : de Rousseau à Robespierre », Revue française d'histoire des idées politiques, Paris, L'Harmattan, no 29,‎ 1er semestre 2009, p. 77-93 (JSTOR 24610574).
- Jean-Philippe Domecq, « La fête de l'Être suprême et son interprétation », Esprit, no 154,‎ septembre 1989, p. 91-125 (JSTOR 24273934).
- Maurice Dommanget, « La déchristianisation à Beauvais. Les laïcisations des prénoms », Annales révolutionnaires, t. 8, no 2,‎ mars-avril 1916, p. 230-249 (JSTOR 41920863).
- Maurice Dommanget, « La déchristianisation à Beauvais. La fête et le culte de la raison », Annales révolutionnaires, t. 9, no 3,‎ mai-juin 1917, p. 346-369 (JSTOR 41921915).
- Maurice Dommanget, « La déchristianisation à Beauvais. La fête et le culte de la raison (Suite) », Annales révolutionnaires, t. 9, no 4,‎ juillet-septembre 1917, p. 512-532 (JSTOR 41921002).
- Maurice Dommanget, « La déchristianisation à Beauvais. La fête et le culte de la raison (Suite et fin) », Annales révolutionnaires, t. 9, no 5,‎ octobre-décembre 1917, p. 654-668 (JSTOR 41921019).
- Maurice Dommanget, « La religion révolutionnaire », Annales révolutionnaires, t. 10, no 3,‎ mai-juin 1918, p. 318-326 (JSTOR 41921048).
- Maurice Dommanget, « La déchristianisation à Beauvais. Les sacrements civiques », Annales révolutionnaires, t. 11, no 2,‎ mars-avril 1919, p. 160-194 (JSTOR 41921123).
- Maurice Dommanget, « La déchristianisation à Beauvais. Le décadi », Annales révolutionnaires, t. 11, no 3,‎ mai-juin 1919, p. 337-358 (JSTOR 41921142).
- Maurice Dommanget, « La déchristianisation à Beauvais. La fête et le culte de l'Être suprême », Annales révolutionnaires, t. 13, no 4,‎ juillet-août 1921, p. 265-296 (JSTOR 41921298).
- Maurice Dommanget, « Robespierre et les cultes », Annales révolutionnaires, no 3,‎ mai-juin 1924, p. 193-216 (JSTOR 41923347).
- Maurice Dommanget, « Le symbolisme et le prosélytisme révolutionnaire à Beauvais et dans l'Oise : les arbres de la liberté », Annales historiques de la Révolution française, no 16,‎ juillet-août 1926, p. 345-362 (JSTOR 41923609).
- Maurice Dommanget, « Le symbolisme et le prosélytisme révolutionnaire à Beauvais et dans l'Oise : la Montagne sacrée », Annales historiques de la Révolution française, no 25,‎ janvier-février 1928, p. 46-57 (JSTOR 41924413).
- Maurice Dommanget, « Le symbolisme et le prosélytisme révolutionnaire à Beauvais et dans l'Oise : les apôtres de la Raison à Beauvais », Annales historiques de la Révolution française, no 29,‎ septembre-octobre 1928, p. 442-456 (JSTOR 41923785).
- (en) William R. Everdell, « The Rosières Movement, 1766-1789 : A Clerical Precursor of the Revolutionary Cults », French Historical Studies, Duke University Press, vol. 9, no 1,‎ printemps 1975, p. 23-36 (DOI 10.2307/286003, JSTOR 286003).
- (en) Charles A. Gliozzo, « The Philosophes and Religion : Intellectual Origins of the Dechristianization Movement in the French Revolution », Church History, vol. 40, no 3,‎ septembre 1971, p. 273-283 (DOI 10.2307/3163003, JSTOR 3163003).
- Philippe Goujard, « L'homme de masse sans les masses ou le déchristianisateur malheureux », Annales historiques de la Révolution française, no 264,‎ avril-juin 1986, p. 160-180 (JSTOR 4191530).
- Philippe Goujard, « Sur la déchristianisation dans l'Ouest : la leçon des adresses à la Convention nationale », Annales historiques de la Révolution française, no 233 « La déchristianisation de l'an II »,‎ juillet-septembre 1978, p. 433-450 (JSTOR 41915976).
- Marie-Hélène Huet, « Le sacre du printemps : essai sur le sublime et la Terreur », MLN, vol. 103, no 4,‎ septembre 1988, p. 782-799 (DOI 10.2307/2905017, JSTOR 2905017).
- Albert Mathiez, « Robespierre et la déchristianisation », Annales révolutionnaires, t. 2, no 3,‎ juillet-septembre 1909, p. 321-355 (JSTOR 41921650).
- Albert Mathiez, « Robespierre et la déchristianisation (suite et fin) », Annales révolutionnaires, t. 2, no 4,‎ octobre-décembre 1909, p. 513-540 (JSTOR 41921676).
- Albert Mathiez, « les philosophes et la séparation de l'Église et de l'État en France à la fin du XVIIIe siècle », Revue historique, Paris, Félix Alcan, t. 103,‎ janvier-avril 1910, p. 63-79 (lire en ligne).
- Albert Mathiez, « Robespierre et le culte de l'Être suprême », Annales révolutionnaires, t. 3, no 2,‎ avril-juin 1910, p. 209-238 (JSTOR 41920244).
- Albert Mathiez, « Le programme hébertiste », Annales révolutionnaires, t. 12, no 2,‎ mars-avril 1920, p. 139-142 (JSTOR 41921198).
- Albert Mathiez, « Coup d'œil critique sur l'histoire religieuse de la Révolution française », Revue d'histoire moderne et contemporaine, vol. 7, no 2,‎ 1905-1906, p. 109-132 (JSTOR 20523963).
- Yvan-Georges Paillard, « Fanatiques et patriotes dans le Puy-de-Dôme : la déchristianisation », Annales historiques de la Révolution française, no 233 « La déchristianisation de l'an II »,‎ juillet-septembre 1978, p. 372-404 (JSTOR 41915974).
- Bernard Plongeron, « Débats et combats autour de l'historiographie religieuse de la Révolution : XIXe – XXe siècles », Revue d'histoire de l'Église de France, t. 76, no 197,‎ juillet-décembre 1990, p. 257-302 (lire en ligne).
- Dominique Rondelot, « Robespierre et la déchristianisation », Bulletin de l'AMRID, no 28, novembre 2003, lire en ligne.
- Joost Rosendaal et Jost Rosendaal, « Qui était l'Être suprême pour les réfugiés bataves ? », Annales historiques de la Révolution française, no 277,‎ juillet-septembre 1992, p. 197-209 (JSTOR 41915666).
- Albert Soboul, « Sentiment religieux et cultes populaires pendant la Révolution : saintes patriotes et martyrs de la liberté », Annales historiques de la Révolution française, no 148,‎ juillet-septembre 1957, p. 193-213 (JSTOR 41929587).
- Michel Vovelle, « La déchristianisation de l'an II : sur le compte rendu de Gérard Cholvy », Annales historiques de la Révolution française, no 233 « La déchristianisation de l'an II »,‎ juillet-septembre 1978, p. 465-470 (JSTOR 41915978).
- John Whitworth, « L'envoi d'adresses à la Convention en réponse au décret du 18 floréal : une étude des archives parlementaires », Annales historiques de la Révolution française, no 298,‎ octobre-décembre 1994, p. 651-669 (lire en ligne).
- John Whitworth, « L'exploitation de l'« athéisme » par les promoteurs du culte de l'Être suprême », dans Jean-Paul Bertaud, Françoise Brunel, Catherine Duprat...[et al.] (dir.), Mélanges Michel Vovelle : sur la Révolution, approches plurielles / volume de l'Institut d'histoire de la Révolution française, Paris, Société des Études robespierristes, coll. « Bibliothèque d'histoire révolutionnaire. Nouvelle série » (no 2), 1997, XXVI-598 p. (ISBN 2-908327-39-2), p. 107-116.